# أوري شرقي

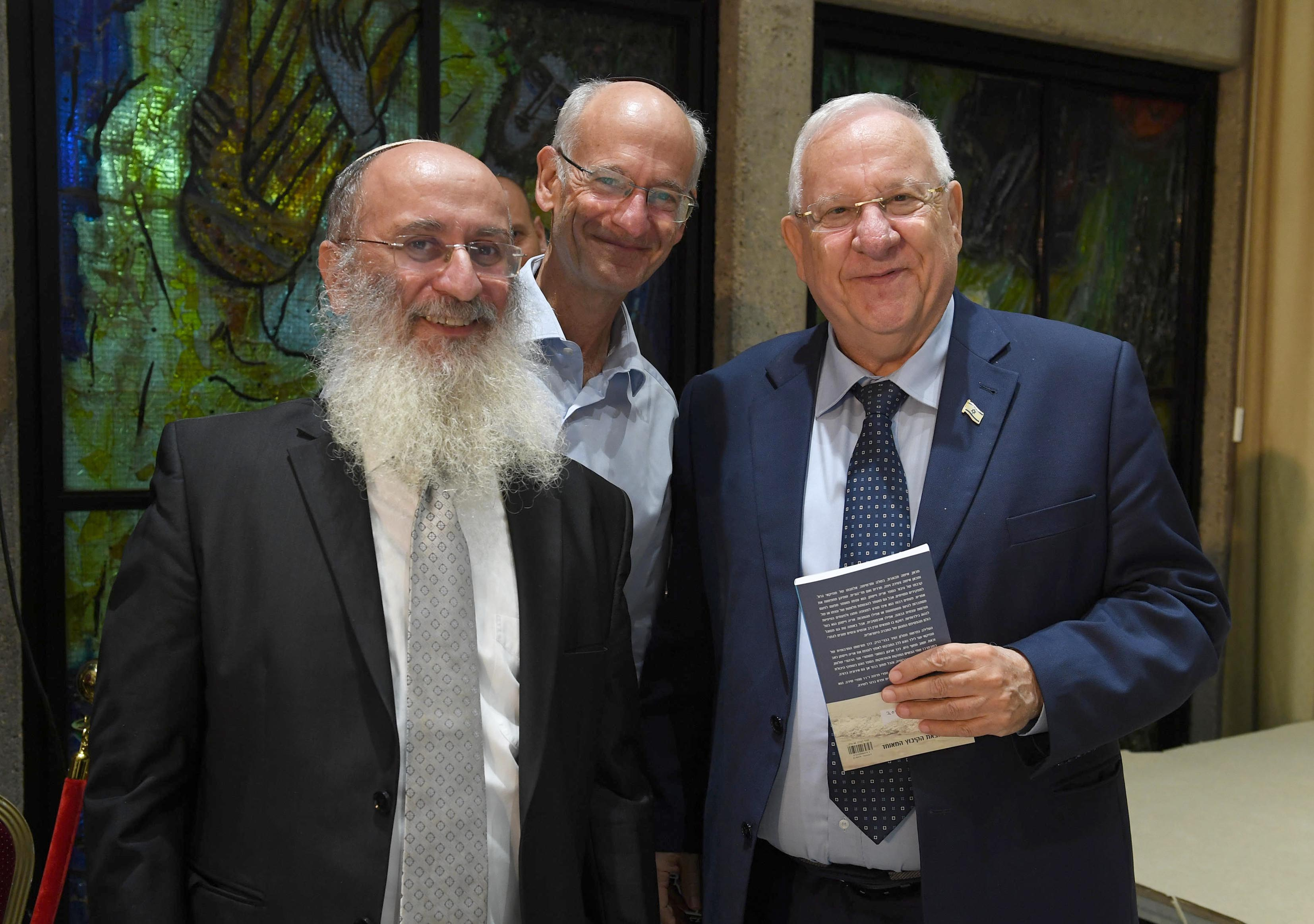
الحاخام شرقي (في اليسار) مع رئيس الدولة آنذاك رؤوفين ريفلين والكاتب والشاعر ميرون ح. إيزاكسون (في الوسط) أوخذت الصورة في أحد دروس الكتاب المقدس التي أقيمت في بيت هاناسي سبتمبر 2017

الحاخام أوري عاموس شِرقي (14 سبتمبر 1959، 11 إيلول 5579 - ) هو مفكر وفيلسوف وحاخام في معهد مئير، وحاخام جمهور "بيت يهودا" في كريات موشيه في القدس ورئيس مركز "عهد ابدي" - المركز العالمي لأبناء نوح. وأب روحي ومؤلف.

## نشأته ودراسته

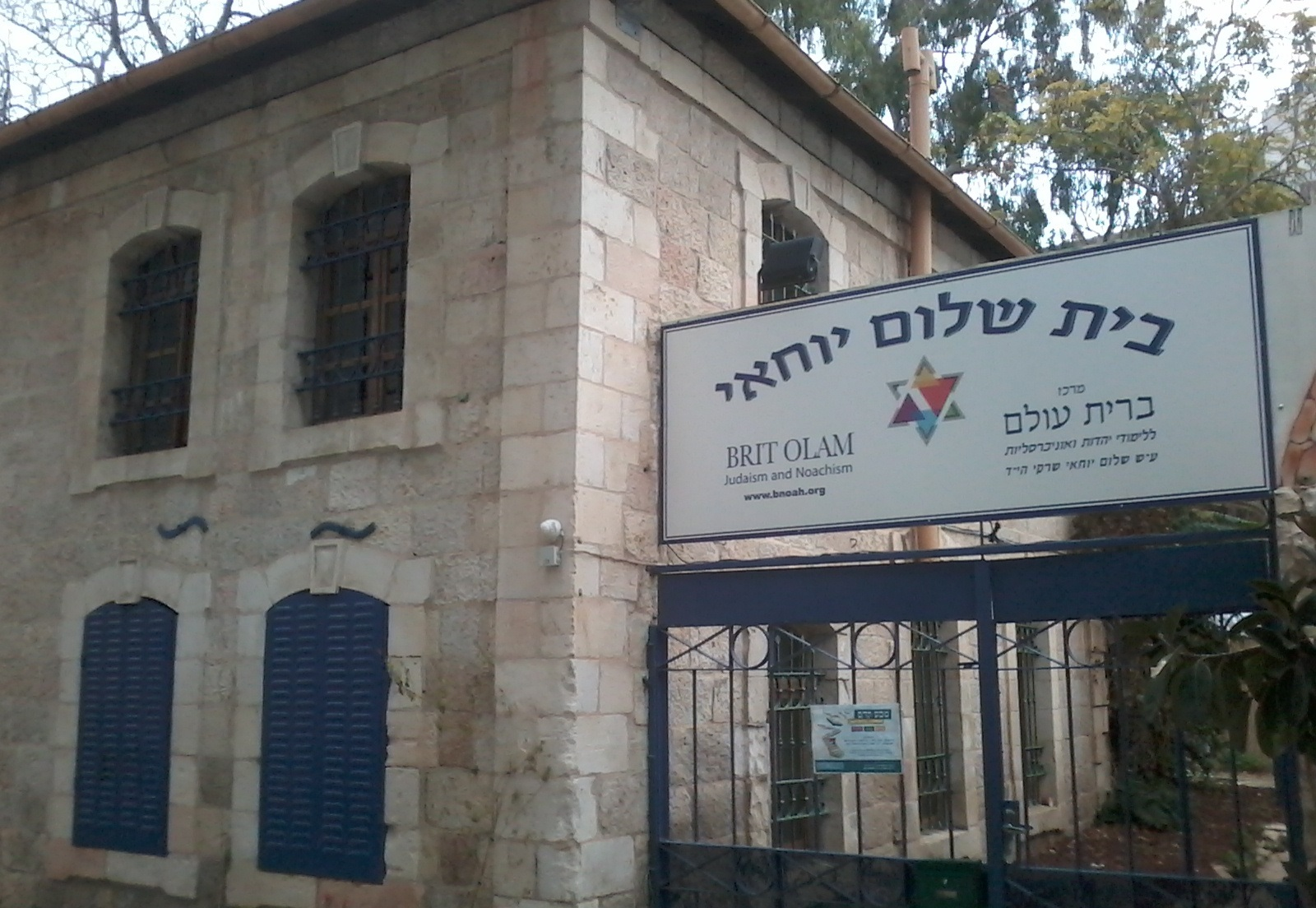
"بيت شالوم يوحاي" في القدس، على اسم نجل الحاخام شرقي الذي لقي حتفه في عملية فدائية.

وُلد الراب أوري شرقي في الجزائر في فترة الاحتلال الفرنسي. جده، عازر شِرقي، كان رئيس المجلس الصهيوني في الجزائر ومندوبا عنهم في المؤتمر الصهيوني. كان والده "حاييم جاداليا" دكتورًا في الاقتصاد. ووالدته، باتيا ألبرتين ناجية من المحرقة، وخاله إيدي ستيج طبيبًا رئاسيًا عالج عدد من الرؤساء الفرنسيين. التقى والداه في فرنسا وانتقلا للعيش في الجزائر حيث ولد أطفالهما. وبعد ذلك عادوا إلى فرنسا لعدة سنوات، ثم هاجروا إلى إسرائيل في عام 1970 إذ كان عمر الحاخام حينئذ 11 عامًا، ولذلك فالحاخام شِرقي يتحدث الفرنسية بطلاقة.
درس في مدرسة "نتيف مئير" الثانوية، وفي سن 16، بدأ يحضر بانتظام دروس الحاخام تسفي يهودا هكوهين كوك، الذي أصبح فيما بعد حاخامه المتميز. ثم بعد دراسته الثانوية، درس في المدرسة الدينية بمركز الحاخام، ومن علمائه الحاخام يهودا ليون أشكنازي (مانيتو)، الحاخام مئير يهودا جيتز، الحاخام شلومو بنيامين أشلاج والحاخام تسفي إسرائيل تاو.
يشغل الحاخام شرقي منذ عقود منصب رئيس معهد مئير، وكان في السابق رئيسًا للقسم الإسرائيلي في المعهد، ويعطي دروسا في أماكن مختلفة في إسرائيل. درّس لعدة سنوات في التخنيون في حيفا وفي عطاريت في القدس. في عام 1975 قام بالتدريس في جلسات بنيوت في رعنانا، وهو أحد حاخامات منظمة رأس يهودي ويقوم بإجراء دورات للدعاة حتى يكون لديهم القدرة على التواصل مع العلمانيين. وكان رئيسًا لكلية "تسافرات تفارة" ورئيس مركز يائير (على اسم الحاخام أشكنازي).
هو مؤسس ورئيس مركز "عهد أبدي" (بريت عولام) - المركز العالمي لأبناء نوح. والذي يسعى إلى نشر الإتباع للوصايا السبع لأبناء نوح لدى أمم العالم كبرامج توعية وتواصل بين تجمعات نوح في 72 دولة مختلفة حول العالم. سافر حول العالم لعدة أشهر والتقى بالمجتمعات ونشطاء المركز حول العالم.
هو أيضًا عضو اللجنة التوجيهية لفرع الوعي اليهودي نيابة عن رئيس سلطة مكافحة الفساد ولجنة منح لقب "القدس العزيزة".
حصل على "جائزة باركاي" للقيادة المجتمعية لعام 2018 نيابة عن مركز باركاي.
وفي الماضي، دعم الحاخام شرقي حزيب "قيادة يهودية" داخل حزب الليكود، لكن قبل انتخابات الكنيست العشرين عام 2015، أعلن دعمه لقائمة "البيت اليهودي".
في مايو 2023، شارك في البرنامج التلفزيوني الوثائقي "نيران القبائل" من إنتاج قناة كان 11 الرسمية.
أما في العالم العربي، فقد توجه في نوفمبر من عام 2023 برسالة جريئة علنية مخاطبًا علماء المسلمين كبداية للتباحث في سُبل النظر في معتقدات الإيمان في العالم الإسلامي مقابل الإيمان العبري، من مُنطلق أنَّ المُؤمن -بصواب ما لديه- لا يخاف -من مواجهة وتحري الحقيقة-.

## حياته الشخصية

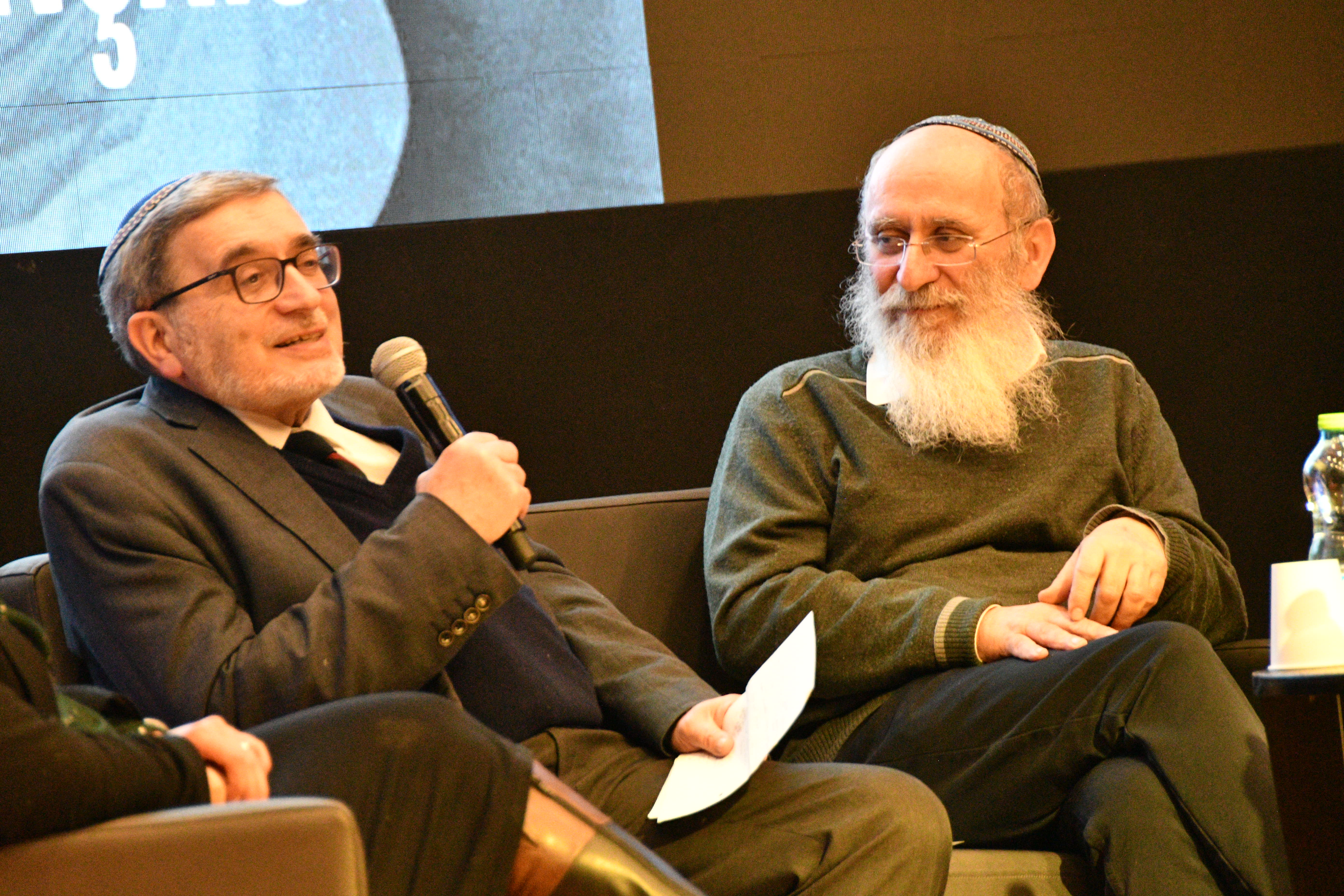
الحاخام أوري شرقي وشقيقه إليعازر شرقي في حلقة نقاش في مركز مناحيم بيغن للتراث - مارس 2024

الحاخام شرقي متزوج من رونيت، وهي طبيبة في علم الأحياء. ولهما سبعة أطفال، ويسكنون في القدس. ومن أبنائه الصحفي يائير شرقي. وقد قُتل أحد ابنائه، شالوم يوهاي شرقي في حادث دهس متعمد قام به فلسطيني في القدس، وكان ذلك ليلة ذكرى المحرقة والبطولة الموافق ليوم 15 أبريل 2015.
شقيق الحاخام أوري شرقي هو المستشرق إليعازر شرقي. صهره هو الحاخام باروخ كاهانا.

## أبرز دراساته
أفكار الحاخام شرقي متأثرة إلى حد كبير بتعاليم الحاخام كوك والحاخام يهودا ليون أشكنازي. وتتميز تعاليمه التي يتم تعلمها في الغالب في الدروس الشفهية، بنطاق واسع من المواضيع والمصادر (التوراة، والفلسفة، والعلوم، وما إلى ذلك) وهي بصياغة واضحة ومباشرة.

### الصهيونية والخلاص
وفقا لشرقي، فإن جوهر الفداء الموصوف في مصادر اليهودية ليس فداءً روحيًا أو صوفيًا، بل هو تحرير شعب إسرائيل من العبودية الجسدية.(1) بدايته الصهيونية، فالصهيونية تُشكل بداية الخلاص الذي بلغ ذروته في وعد بلفور وقيام دولة إسرائيل كان تمام الخلاص. ومن وجهة نظر هلاخاهية بحتة نحن الآن في "زمن المسيح"، ومن ثم يجب على شعب إسرائيل الآن أن يبدأ في تحقيق مصيره العالمي وإصلاح العالم. ومع ذلك، ما زلنا نصلي من أجل "الفداء الكامل"، أي إتمام العملية برمتها، سواء في الأمور التي تعتمد على الإنسان (إقامة ملك، بناء معبد، إنشاء سنهدريم) وفي الأمور التي تعتمد على السماء (رد النبوة إلى بني إسرائيل). وكتعبير عن هذا المفهوم، حكم الحاخام شرقي (في مقال "כְּלֵיל הִתְקַדֶּשׁ חָג")، فكان مثل الحاخام غورين، حيث في يوم الاستقلال يجب على المرء أن يقول "هلل" (حمدًا لك يا الله) حتى في الليل (كناية عن الصعوبات)، على الرغم من أنهم لم يفعلوا ذلك في معظم الأحيان المجتمعات في إسرائيل.

### اليهودية - أمة وليست دين
ويرى شرقي، أنَّ اليهود هم دائما جزء من شعب إسرائيل في أرض إسرائيل. وتوراة إسرائيل ليست "دينا"، بل هي استمرار للعهد الذي قطعه الله مع أسلافهم على هذه الارض. جميع الوصايا وطنية والغرض المعلن منها هو وجود شعب إسرائيل في بلادهم، وفي الواقع فإن وجودها من قبل اليهود في الخارج ليس له أي معنى يتجاوز الحفاظ على التقاليد. بدأ هذا المفهوم في أيام عزرا، وازداد قوة بعد تدمير الهيكل الثاني، وبلغ ذروته بين المفكرين الإصلاحيين والمناهضين للصهيونية خلال القرن التاسع عشر، بعد عمليتي التحرر والعلمنة، وبين المفكرين الأرثوذكس، كنتيجة عزلة وركود الهالاخا والفكر.

### نظام الحكم في إسرائيل
يُفضل الحاخام شرقي إدارة شؤون الدولة كدولة شريعة سماوية يتم فيها الاعتراف بالقانون العبري، وان يكون للسنهدرين سلطة إبطال القوانين.

### إن دعوة شعب إسرائيل هيكونيةوليستعالمية
بحسب شرقي، إن مصير شعب إسرائيل محدد في قول الله لإبراهيم: «وتتبارك بك كل عائلات الارض» (سفر التكوين 12 : 3) مباشرة بعد أن يتبارك إبراهيم بأنه سيصبح -نسله- أمة عديدة. ومن ثم فإن تحقيق الدعوة مشروط بوجود أمة تجلب البركة للإنسانية جمعاء (= الكون)، وليس بوجود أخوة أو دين عالمي يتجاهل العنصر القومي (= عالمية). منذ بداية تواجد الأمة العبرية وحتى يومنا هذا، هناك صراع أيديولوجي بين هاتين النظرتين داخل دولة إسرائيل نفسها. فبعد قيام دولة إسرائيل، وخاصة بعد حرب الأيام الستة، يبدو أن العالم أجمع ينظر إلى شعب إسرائيل ككيان سياسي قومي وليس كمجموعة من المؤمنين بالدين اليهودي ("الإسرائيليين" و"الإسرائيليين"). وليس "اليهود"). وأحد الأدلة على ذلك هو انشغال الأمم -غير المُتكافئ- بشعب إسرائيل، ومطالبتهم الأخلاقية فيما يتعلق بموقف دولة إسرائيل تجاه الفلسطينيين. وبحسب شرقي فإن هذا في الواقع هو تعبير عن طلب العقل الباطني للعالم من شعب إسرائيل في تحقيق مصيره في أن يكون "نورًا للأمم".

### عودة النبوة في بني إسرائيل
وبحسب شرقي، فإن العقلية الحديثة تفترض أن الفلسفة العقلانية هي الشيء الطبيعي للإنسان وان من هذا يأتي الموقف لإلغاء معتقدات الشعوب القديمة، بما في ذلك نبوءة بني إسرائيل.
ووفقا لتحليل شرقي، يُظهر التاريخ أن هذه العقلية بدأت في القرنين الخامس والسادس قبل الميلاد. خلال هذه الفترة، ظهرت فجأة الحركات التي أسست فلسفات أو ديانات في جميع أنحاء العالم (= "تحويل التجربة الروحية إلى مثال فلسفي") وقبل ذلك كان العالم كله يؤمن بـ "الأساطير" (وبشعب إسرائيل و"النبوة")، ولم تكن المفاهيم الفلسفية مثل الإلحاد أو الدين موجودة على الإطلاق. خلال هذه الفترة بالتحديد تم تدمير الهيكل الأول، ووفقًا للكتاب المقدس والحكماء، "رحلت السكينة"، أي اختفت المحايثة الإلهية في العالم. وهذا يمكن أن يفسر ظهور الفلسفة كبديل للأساطير وكذلك ظهور الحكماء بدلاً من الأنبياء في أمة إسرائيل.
ويدعي شِرقي أن الشعوب القديمة وصلت إلى مستويات متقدمة في جميع مجالات الحياة، مثل علم الفلك والهندسة المعمارية والحكومة والتجارة الدولية. ولذلك فمن غير المرجح أن يكون -وعلى وجه الخصوص- في العالم الروحي -الذي كان الأكثر مركزية في حياة القدماء- ان يؤمنون بهراء. في الواقع، لا يمكننا أن نفهم ما اختبروه وعاينوه، لأن المحايثة الإلهية مفقودة اليوم في عالمنا. ومع ذلك، على عكس الدول الأخرى، التي أهمل حكماؤها إرث أسلافهم، عرف حكماء إسرائيل كيفية الحفاظ على أهمية النبوءة حتى بعد زوالها. لذلك، يقع على عاتق الدولة الإسرائيلية الصالحة ان تحافظ على التطلع إلى النبوة، أي إعادة الوحي الإلهي إلى العالم.

### الإيمانالعقليوغيرالصوفي
بحسب شرقي، الإيمان معناه فهم حتمية الإنسان لان الشيء المُعين هو الحقيقة، لا يُتصوَّر إيمان بشيء غير مُثبت، أو لم يُوَضَّح للإنسان. وحتى إنَّ بني إسرائيل لم يؤمنوا لموسى حتى "أُجبر" الله -إن جاز التعبير- على أن يكشف عن نفسه سبحانه وتعالى عند جبل سيناء. ومن ثم فإن الإيمان بوجود الله -على سبيل المثال- يرتكز على ظهور الله لإسرائيل (والتي هي بنفسها حدث تاريخي نُقل من جيل الى جيل وأثبت هويته القومية لشعب إسرائيل) وليس على شكوك وتخمينات فلسفية عن وجود الله.

### العلمانيةوالمقدسوقدس الأقداس
من وجهة نظر شرقي، العلمانية هي عالم الطبيعة، وهو المنوط به ان يكون "ساحة المواجهة" مع المقدسات ولذلك فالمقدس يمكن ان يتجلى فيها على وجه التحديد. وعلى النقيض من الرأي الشائع القائل بأن العلمنة هو النجاسة والخزي، وهو عكس المقدس الذي يرتبط بالطهارة: هناك علم طاهر (الفيزياء مثلا) وفي المقابل هناك مقدسات نجسة (عبادة الاوثان مثلا). وبطريقة مماثلة، فإن الهوية السائدة بين العلم والمادية، وبين المقدس والروحي ليست هي الصواب - هناك علم روحي (مثل الموسيقى) وهناك مقدس جسدي (لحوم الأضاحي، على سبيل المثال). وعند اتحاد المقدس والعلم نصل الى الحالة التي نسميها "قدس الأقداس" - ففي قدس الأقداس في المعبد: تابوت العهد، الذي ربط التوراة (= المقدسة) بداخله والمحبة الرجل والمرأة، وهو ما عبر عنه باتصال الكروبيم (= العلم) المتواجد فوقه. ولهذا السبب قام الحاخام عكيفا أيضًا بتعريف لفافة نشيد الأنشاد "قدس الأقداس"، لأن كل محتواها هو محبة الرجل والمرأة، والتي هي في حد ذاتها محبة الله. ومن النتائج العملية لهذا المفهوم هو اشتراط إسناد العمل السياسي إلى المقدسين، حتى تتحقق القيم المقدسة في العالم الدنيوي.
وبحسب شرقي، فإنَّ قدس الأقداس لا بد أن يتجلى في ثلاثة أبعاد: البعد الديني – المقدس الواضح، البعد القومي – الصهيونية، والبعد العالمي لمخاطبة أمم العالم.

### التوراةوالعلم
بحسب شرقي، إنَّه لا يُتصوَّر تناقض بين التوراة والعلوم، لان خالق العالمين هو واهب التوراة، توراة موسى التي بين أيدينا لا تحتوي معلومات علمية. وبالتأكيد لا تحتوي رموز أو إعجاز علمي فيها، وبالتأكيد ليست كل المعارف العلمية ونحوها متضمنة فيها. ومقالات الحكماء السابقون رحمهم الله تشير الى أن التوراة التي فيها نظر الله وخلق العالم، تشير إلى التوراة العليا المكتوبة "نار سوداء على نار بيضاء" (يورشالمي شكليم 6: 5)، وليست هذه هي التوراة التي لدينا، ولم يتعلم أحد من حكماء إسرائيل العلوم الدنيوية من خلال التوراة، بل من خلال المؤلفات العلمية الغير مُقدسة. ومع ذلك، في بعض الأحيان يكون هناك توازي بين الأفكار العلمية وكلمات التوراة، لأن كلاهما يأتي من نفس المصدر، والمعرفة الإنسانية الأكثر اكتمالا بالعالم ستؤدي إلى معرفة أكثر اكتمالا لخالق العالم.

### الخلقوالتطور
وبحسب شرقي، فإن وصف الخلق في سفر التكوين ليس وصفًا جسديًا بل معنويًا، إذ عَرَّف الحكماء فعل التكوين بأنه سر لا يُتصوَّر تعقله في الدنيا،(2) وكما انه لا تُفسَّر الآيات (المُعجزات) التي يُجريها الله على يد الانبياء، فلا يمكن تفسير الخلق. ويدعي شرقي أن سفر التكوين هو وصف ميتافيزيقي (فوق الطبيعة) له معاني أخلاقية. هناك طبقات روحية تتعلق بالأسبقية الأخلاقية (النور قبل الظلام، الخ)، وليس فترات زمنية حتمية. وكذلك أمر شجرة المعرفة والثعبان فهي على هذا النحو، حيث يصف الانقسام في النفس البشرية بين الطبيعة (أي الثعبان) وبين الاخلاق، وهكذا إشارة التوراة إلى إن العالم المادي الذي نعرفه يبدأ فقط في اللحظة التي يحصل فيها الكائن المعنوي الأول (الإنسان) على جسد مادي، كما هو موصوف في العدد: «ويصنع الله لآدم ولزوجته أقمصة من جلد وألبسهماها» (سفر التكوين 3 : 21). ومن ثم، ليس هناك عائق أمام تفسير أن الجسد المادي الذي امتلأت فيه روح الله كان نوعًا من "القرد/الإنسان البدائي"، بعد ملايين أو مليارات السنين من الوجود المادي للعالم.

### الدور الصهيوني الديني
بحسب شرقي، فإنَّ دور الصهيونية الدينية لا يقتصر على مكانة "فولكلورية" للشعب اليهودي. ويجب على طلاب التوراة العامة أن يتعاملوا مع إرساء معايير الصهيونية، سواء في الخطاب الفلسفي أو في الخطاب الثقافي في دولة إسرائيل.

### حول الخطابالطائفيوالسفارديمفي إسرائيل
في مقابلة معه، استنكر شرقي ضحالة الخطاب الطائفي في المجتمع: "للأسف، اليوم يتحدث الناس عن اليهود الشرقيين على أنهم يضيفون العاطفة والدفء، وهذا في الواقع موقف خطر ومراعاة للناس. لا أرى السفارديين بهذه الطريقة، أعتقد أن هناك جوًا من الحياة الطبيعية فيه. لقد تسببت التوترات الداخلية التي مرت بها اليهودية في الأشكناز بالعديد من التشوهات والصراعات - بين الشاسيدية والمعارضة، وبين الصهاينة والأرثوذكس المتطرفين وهناك حاجة إلى إرساء رسالة التكامل والانسجام الداخلي وأعتقد أن اليهودية السفاردية تساهم في هذه النقطة في أرض إسرائيل التي يتم بناؤها، وهذا ما يستحق أن نستوعبه منها".

## المنشورات
وفقًا لطريقته التي تفضل التعلم من فم الحاخام على التعلم من الكتب، فإن معظم جهود الحاخام مكرسة لنقل الدروس شفهيًا. وهو يعطي حوالي 20 درسًا في الأسبوع  (باللغة الفرنسية أيضًا) في أماكن مختلفة. تتم إضافة معظم الدروس إلى خوادم في أرشيفات معهد مئير وعلى موقع الحاخام شاركي. يوجد في قواعد البيانات هذه حوالي 6000 درس مسجل. تضم صفحة الحاخام شاركي على اليوتيوب حوالي 7 آلاف مشترك وحوالي مليون مشاهدة.
نشر طلابه كتيبات بناءً على دروسه. صدرت بعض كتبه عن دار "أوريم للنشر" التي أنشأها طلابه.

### كتيبات
- الحرية والنور - في عيد الحانوكا (2018)
- طوف هآرتس – في 15 باشفيت (5788)
- أغنية الأفكار - عن نشيد الأناشيد (5788)
- المحرقة والسؤال - للعشرة في تيفيت يوم كاديش العام (5799)
- وإيمانك ليلا - واضح عن قول هلليل في ليلة عيد الاستقلال (5577)
- غال يسرائيل - عن الفداء الأول والفداء الأخير (في ذكرى الحاخام يهودا ليون أشكنازي) (1966)
- دراسة الصلاة - على بركات الكاش وصلاة القيام (566)
- في اختراعه – في مسائل التوبة (إيلول 5677)
- التوراة والمتزفاه - في جوهر التوراة الشفهية (سيفان 5988)

سلسلة آفاق:
- جذور الحياة - حول أساسيات الإيمان الإسرائيلي، التوراة من السماء، نقد الكتاب المقدس وأكثر (مناحيم Av 5699)
- براعم الحياة – في مسألة الاختيار الحر والنزعة الشريرة والتجربة الدينية وأكثر (تشري 1771)
- أمهات - عن الأمهات: سارة، ريفكا، راشيل، ليا، دينا، بيلها، زلفا. (نيسان 1971)

### كتب
- سيدور بيت مالوخا - لعيد الاستقلال ويوم القدس، بثلاث نسخ، النسخة التجريبية المزراحية، النسخة السفاردية والنسخة الأشكناز، دار إيرز للنشر، 5799
- زيت رعنان - مجموعة مقالات عن تواريخ وفترات السنة (منشورة في كتيبات) للحاخام، دار نشر إيرز، سيفان 2008
- في ثمانية فصول من رمبام - (تحرير: أوز بلومان)، نشر أوريم، إيلول 5568
- دروس في سفر الخزري، الجزء الأول - (تحرير: تسورييل جافيزون)، نشر أوريم، إيلول 1771
- دروس في سفر خزري، الجزء 2 - (تحرير: زورييل جافيزون)، نشر أوريم، سيفان 2017
- القدسية والطبيعة - مجموعة مقالات عن جذور الوجود (المحررون: أوز بلومان، شادما قادر وميئيل مسوري)، نشر أوريم، شبات 1974
- رأي واضح - أولام وآدم في مشناه الحاخام كوك، دار أوريم للنشر، آير 1975
- دروس في مسلة إشاريم - نشر أوريم، إيلول 1955
- بينما الزمن – كشف جذور العصر، أوريم للنشر وماجد للنشر، 1976
- بريت أولام - سيدور لأبناء نوح، 1956
- وأنا صلاة - مقالات في كتاب الصلاة (تحرير: شداما كدر)، دار أوريم للنشر، 2017
- ابتكار عظيم - إضاءات من توراة الحاخام الشرقي، تحرير دان سيتر، دار أوريم للنشر، 2018
- 350 كلمة - مجموعة مقالات عن الأحكام الأسبوعية وحفتر، دار أوريم للنشر، 2018
- مكمم بعين – مقالات في جزء جزئي، مجلدين، دار أوريم للنشر، 2015
- بريث شالوم - شولان آروخ من بني نوح، 1955
- دعونا نلتقي في بارشا - محادثات بين الحاخام أوري شاركي وآريل سيغال، دار أوريم للنشر، 2015

### ترجمات
- عودة صهيون معجزة للأمم - رواه الحاخام الدكتور أبراهام ليفني، ترجمة عن الفرنسية، 5555
- ميناجيم اللغوية - كتيب يتضمن مقالات من كتاب "الخطاب والكتابة" للحاخام يهودا ليون أشكنازي (مانيتو)، ترجمة عن الفرنسية، 2015

قام الحاخام شاركي بتجميع كتاب عيد الفصح مع ترجمة فرنسية.

## هامش
- 1 المصطلح "الخلاص" يظهر في التوراة بإعادة شيء لأصحابه الاصليين.
- 2 משנה - חגיגה - ב - א.

## روابط خارجية
- الموقع الرسمي للحاخام اوري شرقي.
- פנייה אל המנהיגים הרוחניים של האיסלם - חלק א׳ على يوتيوب في قناة الحاخام اوري شرقي الرسمية (فيديو)
- מדורות השבטים على يوتيوب من إنتاج قناة كان الرسمية (فيديو)